# Federal Premium
La Federal Premium (in precedenza conosciuta come Federal Cartridge) è un'azienda statunitense del gruppo Alliant Techsystem che produce munizioni per armi da fuoco.
Tra i prodotti vi sono cartucce per pistole, revolver, fucili d'assalto oltre a buckshot e munizioni per fucili a pompa.